# (4837) Bickerton
(4837) Bickerton ist ein Asteroid des Hauptgürtels, der am 30. Juni 1989 von den neuseeländischen Astronomen Alan C. Gilmore und Pamela Margaret Kilmartin am Mt John University Observatory (IAU-Code 474) entdeckt wurde.
Der Asteroid wurde nach Alexander W. Bickerton benannt, dem ersten Professor für Chemie am Canterbury College (heute: University of Canterbury) und Lehrer von Ernest Rutherford.